# 1. deild kvinnur (1987)
W roku 1987 odbyła się 3. edycja 1. deild kvinnur – pierwszej ligi piłki nożnej kobiet na Wyspach Owczych. W rozgrywkach wzięło udział 7 klubów z całego archipelagu. Tytułu mistrzowskiego broniła  drużyna HB Tórshavn, jednak przejął go od niej B36 Tórshavn po raz drugi w swojej historii.

## Uczestnicy
| Uczestnicy 1. deild kvinnur 1986                                                                              | Uczestnicy 1. deild kvinnur 1986 | Uczestnicy 1. deild kvinnur 1986 | Uczestnicy 1. deild kvinnur 1986 |
| --- | -------------------------------- | -------------------------------- | -------------------------------- |
| HB | HB Tórshavn                      | 1                                |                                  |
| GÍ | GÍ Gøta                          | 2                                |                                  |
| EB | EB Eiði                          | 3                                |                                  |
| B36 | B36 Tórshavn                     | 4                                |                                  |
| KÍ | KÍ Klaksvík                      | 5                                |                                  |
| ÍF | ÍF Fuglafjørður                  | 6                                |                                  |
| Awans z 2. deild kvinnur 1986                                                                                 |                                  |                                  |                                  |
| SÍS | SÍ Sumba                         |                                  |                                  |
| Oznaczenia: - kolumna pierwsza – skróty nazw drużyn, - kolumna trzecia – miejsce zajęte w poprzednim sezonie. |                                  |                                  |                                  |

## Rozgrywki

### Tabela ligowa
| Lp. | Drużyna          | M  | Z  | R | P  | Bramki | Bramki | Różn. | Pkt | Uwagi |
| --- | ---------------- | -- | -- | - | -- | ------ | ------ | ----- | --- | ----- |
| 1   | B36 Tórshavn (M) | 12 | 11 | 0 | 1  | 30     | 11     | +19   | 22  |       |
| 2   | HB Tórshavn      | 12 | 10 | 1 | 1  | 28     | 8      | +20   | 21  |       |
| 3   | GÍ Gøta          | 12 | 7  | 0 | 5  | 17     | 11     | +6    | 14  |       |
| 4   | EB Eiði          | 12 | 5  | 2 | 5  | 20     | 13     | +7    | 12  |       |
| 5   | ÍF Fuglafjørður  | 12 | 5  | 0 | 7  | 16     | 23     | −7    | 10  |       |
| 6   | SÍ Sumba         | 12 | 2  | 1 | 9  | 3      | 38     | −35   | 5   |       |
| 7   | KÍ Klaksvík      | 12 | 0  | 0 | 12 | 3      | 13     | −10   | 0   |       |

### Wyniki spotkań
| Gospodarz \ Gość | B36 | EB  | GÍ  | HB  | ÍF  | KÍ  | SÍS |
| B36 Tórshavn     |     | 2:1 | 2:1 | 1:3 | 2:1 | 1   | 5:0 |
| EB Eiði          | 0:4 |     | 0:1 | 1:1 | 4:0 | 1   | 7:0 |
| GÍ Gøta          | 0:2 | 1:0 |     | 1:2 | 0:2 | 3:0 | 4:0 |
| HB Tórshavn      | 0:2 | 1:0 | 3:1 |     | 5:1 | 1   | 2:0 |
| ÍF Fuglafjørður  | 2:3 | 1:3 | 0:1 | 1:4 |     | 1   | 5:1 |
| KÍ Klaksvík      | 2:5 | 1:3 | 1   | 1   | 0:2 |     | 1   |
| SÍ Sumba         | 1:2 | 1:1 | 0:4 | 0:7 | 0:1 | 1   |     |

Aktualne na 20 kwietnia 2015. Źródło: HB.fo
Objaśnienia:
1Drużyna gospodarzy jest wymieniona po lewej stronie tabeli.
Kolory: zielony – zwycięstwo gospodarzy, żółty – remis, różowy – zwycięstwo gości.
Objaśnienia:
1. KÍ Klaksvík zrezygnował z gry w ostatnich ośmiu spotkaniach, uznano więc jego przegrane bez przyznawania bramek pozostałym .